# ألكسندرا أڤيرينو
ألكسندرا قسطنطين الخوري عرفت باسمها العائلي أڤِيرِينو/أڤيرِينُوه الإيطالية (1872، بيروت - 1927، لندن) أديبة وصحفية لبنانية. 

من مواليد بيروت و فيها نشأت ثم انتقلت وأباها إلى الإسكندرية، وهناك درست في مدرسة الراهبات، وتلقت العربية على يد أستاذ خاص. قامت بإصدار مجلة أنيس الجليس الشعرية‌ على مدى عشرة أعوام (31 يناير 1898 حتى عام 1908). ولها دواوين شعرية.

زاردت بلاداً أوروبية، كما زارت تركيا وإيران. ونالت أوسمة من هيئات عديدة؛ حكوماتٍ وجمعياتٍ. ولقب بـ«البرنسيس ألكسندرة أڤيرينو دي فيزينوسكا» إذ تبناها إيطالي من أمراء أسرة فيزينوسكا. 

اتصل بها الشاعر إسماعيل صبري ونجيب حداد وولي الدين يكن وتوثقت صلاتها بالخديوي عباس حلمي وبالإنكليز. وبعد انتهاء الحرب العالمية الأولى كُبس بيتها وأمرت بالرحيل عن مصر بعد أن صودرت أموالها. وتوفيت في لندن.

## حياتُهَا
ولدت ونشأت في بيروت وانتقلت إلى الإسكندرية مع أبيها، قسطنطين بن نعمة الله الخوري، فتعلمت في مدرسة الراهبات وجيئت بأستاذ علمها العربية، وتزوجت بإيطاليُّ يدعی ملتيادي دي أفيرينوه وأصدرت مجلة أنيس الجليس الشهرية، عشرة أعوام (أو سبع أعوام، من 1898 حتى 1904). قامت برحلات إلی أوروبا وتركيا وإيران. انشأت بمصر مع مجلتها العربية،‌ مجلة اللوتس (Lotus) بالفرنسية، مدة. ترجمت عن الفرنسية شقاء الأمهات قصة. وتبنّاها أمير إيطالي من أسرة فيزينوسكا فأصبحت تدعي «البرنسيس ألكسندرا دي أفيرينوه فيزينوسكا» ومُنحت أوسمة كثيرة من حكومات وجمعيات مختلفة، «فتحت لها أبواب القصور السلطانية في مصر وغيرها». 

كان من زوّارها والمعجبين بها والمؤازرين لها في مجلتها الشعراء إسماعيل صبري، ولي الدين يكن ونجيب حداد. نشرت شعراً كثيراً بامضائها، تختلف طبقته باختلاف طبقاتم. 

قويت صلتها بالخديوي عباس حلمي وبالإنجلترا فلما خلع وانقضت الحرب العالمية الأولى، و هو مقيم في سويسرا حامت شبهة الملك فؤاد في مصر حولها، ففتش بيتها وصودرت أوراقها وأمرت بالخروج من مصر، فرحلت إلى إنجلترا وتوفيت في لندن.